# گمینا میوومون

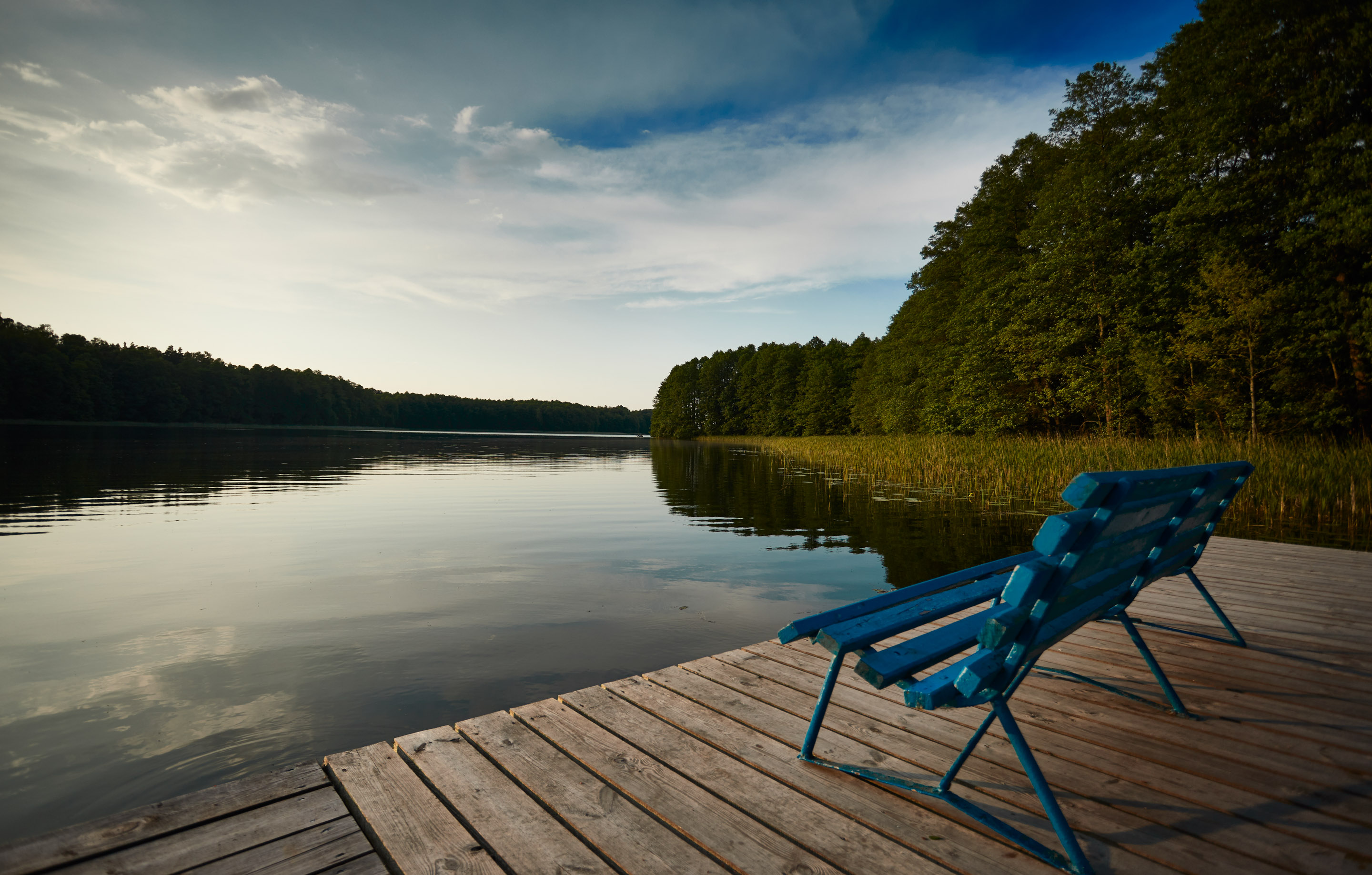
منطقه ای در لهستان

گمینا میوومون (به لهستانی:  Gmina Miłomłyn) یک گمینا در لهستان است که در شهرستان اوسترودا واقع شده‌است. گمینا میوومون ۱۶۰٫۹۱ کیلومتر مربع مساحت و ۴٬۹۸۸ نفر جمعیت دارد.